# Kontrapunkt

Ein Auszug aus "Fuge in As-Dur" BWV 862, als Beispiel für kontrapunktische Polyphonie. Das Stück ist Teil von Johann Sebastian Bachs "Das Wohltemperierte Klavier, I. Teil"

Der Kontrapunkt (lateinisch Contrapunctus, von punctus contra punctum, „Note gegen Note“), bei dem zu einer Melodie (genannt Cantus firmus, „fester Gesang“) oder einem Thema eine neue Stimme (Gegenstimme) hinzuerfunden wird, bezeichnet ursprünglich
- eine Lehre, mehrstimmige Musik zu organisieren, die ab dem 14. Jahrhundert ausgehend von Frankreich und Italien überliefert und weiterentwickelt worden ist;
- die Anwendung dieser Lehre als Kompositionstechnik in Improvisation und Komposition und
- deren Ergebnis (also eine Stimme oder einen mehrstimmigen Satz, die im Sinne der Lehre gemacht worden sind).

Das Wort entstammt dem lateinischen Ausdruck „punctum contra punctum ponere“:

“Contrapunctus non est nisi punctum contra punctum ponere vel notam contra notam ponere vel facere, et est fundamentum discantus.”

„Kontrapunkt ist nichts anderes, als einen Punkt [sprich: eine Note] gegen einen Punkt zu setzen oder zu machen, und er ist das Fundament des Discantus.“

Ab der zweiten Hälfte des 17. Jahrhunderts wird der Begriff auch in einem weiteren Sinne als Stilbegriff verwendet. Dies hat u. a. dazu geführt, dass ‚Kontrapunkt‘ häufig mit ‚Polyphonie‘ gleichgesetzt wird.
Zu den bekanntesten Kontrapunkt-Komponisten gehören Palestrina und Johann Sebastian Bach.

## Prinzipien

### Note-gegen-Note-Satz
Die praktische Frage, der sich die Kontrapunktlehre zunächst widmet, lautet: Wie soll zu einer vorhandenen Tonfolge (dem sogenannten Cantus firmus oder Cantus prius factus, z. B. einem gregorianischen Choral) eine Gegenstimme improvisiert oder komponiert werden? Bei frühen satztechnischen Formen der Improvisationspraxis ist es beispielsweise offensichtlich, dass eine Note zu einer anderen Note gesetzt wird, um eine Melodie bzw. einen cantus firmus zu begleiten.
Grundlegend ist dabei eine Unterteilung der Intervalle in drei Kategorien: vollkommene Konsonanzen, unvollkommene Konsonanzen und Dissonanzen. Gemäß dem Ausdruck „punctum contra punctum ponere“ konzentrieren sich die ältesten Kontrapunkttraktate darüber hinaus ausschließlich auf den Note-gegen-Note-Satz und schließen Dissonanzen dabei aus. Für die beiden anderen Kategorien gelten jeweils bestimmte Gebote und Verbote. So schreibt der einflussreiche Traktat Quilibet affectans (um 1330, Johannes de Muris zugeschrieben) vor:
- Abschnitte müssen mit einer vollkommenen Konsonanz beginnen und schließen.
- Vollkommene Konsonanzen dürfen nicht parallel geführt werden.
- Wird eine vollkommene Konsonanz in gerader Bewegung erreicht (also durch eine später so genannte verdeckte Parallele), muss eine Stimme dabei per Sekundschritt fortschreiten.
- Unvollkommene Konsonanzen sollten nicht mehr als viermal direkt nacheinander parallel geführt werden.

Besonders empfohlen werden außerdem Fortschreitungen zur nächstgelegenen Konsonanz, durch Gegenbewegung und mit Sekundschritten in beiden Stimmen. Zwecks Abwechslung kann freilich häufig mindestens eine dieser Empfehlungen nicht berücksichtigt werden.
Beispiel: Ludovico Zacconi: Prattica di musica. Band 2. Venedig 1622, S. 69 (Cantus firmus in der Unterstimme):

### Dissonanzen
Indem nun in der Gegenstimme mittels kürzerer Notenwerte und überwiegend schrittweiser Bewegung Sprünge ausgefüllt und Schritte umspielt werden, ergibt sich eine vielfältigere Satzart, die auch Dissonanzen enthält. Diese werden aber zunächst kaum näher thematisiert, sondern geraten erst durch Johannes Tinctoris (1477) ausdrücklich ins Blickfeld der Lehre. Dieser erweitert die Bedeutung des Worts contrapunctus, indem er die Satzart Note gegen Note, also den ‚Kontrapunkt‘ im ursprünglichen Sinne, als contrapunctus simplex (einfacher Kontrapunkt) bezeichnet, und ihm den contrapunctus diminutus (verkleinerter Kontrapunkt) gegenüberstellt.
Tinctoris fordert, dass Dissonanzen „maßvoll“ (cum ratione moderata) verwendet werden, indem sie entweder auf unbetonter Taktposition stehen und schrittweise erreicht und verlassen werden (also als Durchgangs- oder Wechselnoten gelten können), oder aber als Synkopendissonanz, bevorzugt unmittelbar vor Kadenzen, verwendet werden. Abspringende Nebennoten sollen von einem Terzsprung gefolgt (die später so genannten Fuxschen Wechselnoten) und sparsam verwendet werden.
In seiner Lehre der Dissonanzbehandlung orientiert sich Tinctoris an Kompositionen von u. a. John Dunstable, Guillaume Dufay, Gilles Binchois und Johannes Ockeghem, die für ihn eine neue Epoche eingeläutet haben.

## Kontrapunkt als Synonym von Satzlehre
Die Lehre des zweistimmigen contrapunctus diminutus wird von Tinctoris und späteren Autoren auf den mehr als zweistimmigen Satz übertragen. Bis ins 18. Jahrhundert wird Kontrapunkt somit gleichbedeutend mit Satzlehre. Erweitert werden die Traktate, indem sie neben den kontrapunktischen Grundprinzipien auch Satztechniken wie Imitation, Fuge und Kanon, sowie doppelten und mehrfachen Kontrapunkt behandeln. Der contrapunctus simplex bleibt dabei jedoch die systematische und didaktische Vorstufe der gesamten Kompositionslehre. Eine besonders prominente Kontrapunktlehre, die noch im 17. und 18. Jahrhundert eine zentrale Rolle spielt, ist der dritte Teil der Istitutioni armoniche von Gioseffo Zarlino (1558).
Gewisse Veränderungen erfuhr die Lehre angesichts stilistischer Entwicklungen, u. a. im Bereich der Dissonanzbehandlung. Mit der Entstehung der Dur-Moll-Tonalität werden Intervallfortschreitungen über die überlieferten kontrapunktischen Prinzipien hinaus außerdem so organisiert, dass sie eine Dur- oder Molltonart zum Ausdruck bringen.

## Kontrapunkt als Stilbegriff
Angesichts seines Ursprungs als Lehre des Note-gegen-Note-Satzes schließt Kontrapunkt Homophonie keineswegs aus. Die heute verbreitete Verwendung von ‚kontrapunktisch‘ im Sinne von ‚polyphon‘ stammt aus dem 19. Jahrhundert:

„Kontrapunkt, eine aus dem Lateinischen […] hergenommene Benennung für polyphone Schreibart, d. h. solche, die zwei oder mehr melodisch ausgebildete Stimmen gleichzeitig mit einander verbindet und fortführt, wie z. B. in der Fuge und anderen Kunstformen. […]. Bestimmter verstehen wir darunter […] den Satz, welcher zwei oder mehr wahrhaft selbständige (nach den Grundsätzen der Melodik ausgebildete) Stimmen mit einander verbindet.“

Allerdings wurde das Wort schon ab der zweiten Hälfte des 17. Jahrhunderts als Stilbegriff verwendet, im Hinblick auf die Kirchenmusik des späten 16. Jahrhunderts und insbesondere auf die Musik von Giovanni Pierluigi da Palestrina. Entscheidend verstärkt wurde diese Tendenz durch das Lehrwerk Gradus ad Parnassum von Johann Joseph Fux (1725), das die Pflege dieses Stils bezweckt.
Im 19. Jahrhundert wurde außer dem „strengen“ Palestrina-Stil auch die Musik von Johann Sebastian Bach mit seinem „harmonischen“ Stil zu einem Gipfelpunkt von ‚Kontrapunkt‘ stilisiert. In ihr sah Ernst Kurth die Idee eines „linearen Kontrapunkts“ optimal verwirklicht, bei dem „der Wille zur Linienstruktur, der horizontale Entwurf […] immer das Primäre und der tragende Grundzug“ sei.

## Gattungskontrapunkt
Zu Übungszwecken wurde oft versucht, beim Improvisieren oder Komponieren eines Kontrapunkts zu einem Cantus firmus bestimmte rhythmische Muster in dieser Gegenstimme konsequent beizubehalten. Diesen Ansatz hat Johann Joseph Fux in seiner Kompositionslehre Gradus ad Parnassum (1725) zu einem Parcours aus fünf sogenannten „species“ oder „Gattungen“ systematisiert. Dieser Aufbau erlaubt es u. a., verschiedene Formen der Dissonanzbehandlung Schritt für Schritt einzuführen:
- 1. Gattung: Note gegen Note
- 2. Gattung: Zwei Noten gegen eine

Einführung der Durchgangsnote
- 3. Gattung: Vier Noten gegen eine

Einführung der Fuxschen Wechselnote und der halbschweren Durchgangsnote
- 4. Gattung: durchgängige Synkopen

Einführung der Synkopendissonanz
- 5. Gattung („contrapunctus floridus“, der „blühende Kontrapunkt“): gemischte Notenwerte

Der Cantus firmus besteht hierbei stets aus ganzen Noten. Das Verfahren wird von der Zweistimmigkeit bis zur Vierstimmigkeit gesteigert, wobei der Cantus firmus in jeder Stimme liegen kann. Allerdings ist in der Regel stets nur eine Stimme im Sinne einer Gattung organisiert:
Beispiel: 4. Gattung in der Dreistimmigkeit mit Cantus firmus in der Oberstimme:
Fuxʼ Konzept des Gattungskontrapunkts beeinflusst die Kontrapunktdidaktik bis heute. Zahlreiche spätere Musiktheoretiker haben es übernommen, so u. a. Johann Georg Albrechtsberger, Luigi Cherubini, Heinrich Bellermann, Heinrich Schenker und
Knud Jeppesen.

## Doppelter und mehrfacher Kontrapunkt
Doppelter Kontrapunkt bezeichnet im allgemeinen Sinne die besondere Beschaffenheit eines zweistimmigen Satzes, aus dem durch Versetzung einer der Stimmen ein weiterer kontrapunktisch gültiger Satz abgeleitet werden kann. Doppelter Kontrapunkt der Sexte liegt z. B. vor, wenn eine der Stimmen einer zweistimmigen Kombination um eine Sexte versetzt werden kann:
Beispiel: Camillo Angleria: La regola del contraponto della musical compositione. Mailand 1622, S. 97:
Meist wird der Begriff doppelter Kontrapunkt aber in einem engeren Sinne für umkehrbaren Kontrapunkt verwendet. Hierbei gerät die Tonfolge der Oberstimme durch die Versetzung in die Unterstimme und umgekehrt. Die gängigsten Formen des umkehrbaren doppelten Kontrapunkts sind der doppelte Kontrapunkt der Oktave, der Duodezime und der Dezime. Die satztechnischen Bedingungen, die dabei einzuhalten sind, werden traditionell aus Tabellen abgeleitet, die zeigen, wie sich die Intervalle durch die Versetzung verändern.
So zeigt die Tabelle für den doppelten Kontrapunkt der Oktave:
| Intervall in der Ausgangskombination | 1 | 2 | 3 | 4 | 5 | 6 | 7 | 8 |
| Intervall nach Versetzung            | 8 | 7 | 6 | 5 | 4 | 3 | 2 | 1 |

dass Quinten durch die Versetzung zu Quarten werden. Daraus folgt, dass ein zweistimmiger Satz die Bedingungen des doppelten Kontrapunkts der Oktave erfüllt, wenn die Quinte dort behandelt wird, als sei sie eine Dissonanz, und wenn insbesondere die in manchen Stilen durchaus erlaubten Quartparallelen nicht auftreten.
Die Tabelle für den doppelten Kontrapunkt der Duodezime zeigt u. a., dass hier die Sexte wie eine Dissonanz behandelt werden muss, da sie in der Verkehrung zur Septime wird:
| Intervall in der Ausgangskombination | 1  | 2  | 3  | 4 | 5 | 6 | 7 | 8 | 9 | 10 | 11 | 12 |
| Intervall nach Versetzung            | 12 | 11 | 10 | 9 | 8 | 7 | 6 | 5 | 4 | 3  | 2  | 1  |

Beispiel: Wolfgang Amadeus Mozart: Requiem, Kyrie:
Gegenüber dem Abschnitt in T. 49 f. erscheint ab T. 64 die Melodie des Basses eine Dezime höher im Sopran und die Melodie der Altstimme eine Dezime tiefer im Bass. Dadurch ändern sich die vertikalen Intervalle so, wie wenn nur der Bass eine Duodezime nach oben oder nur die Oberstimme eine Duodezime nach unten versetzt worden wäre.
Mehrfacher (dreifacher, vierfacher, …) Kontrapunkt der Oktave liegt vor, wenn alle Stimmen eines Satzes mit entsprechender Stimmenzahl durch Oktavierung beliebig vertauscht werden können.

## Beibehaltener Kontrapunkt
Im Hinblick auf Fugen ist von einem beibehaltenen Kontrapunkt oder Kontrasubjekt die Rede, wenn das Fugenthema wiederholt von der (bis auf kleine Veränderungen) gleichen Gegenstimme kontrapunktiert wird. Wenn der beibehaltene Kontrapunkt sowohl ober- als unterhalb des Themas erklingt, ist doppelter Kontrapunkt im Spiel.
Im folgenden Beispiel (Johann Sebastian Bach: Das Wohltemperierte Klavier Band 1, Fuge in c-Moll (BWV 847, T. 2–3 und T. 7–8) ist das Thema rot und der beibehaltene Kontrapunkt blau eingefärbt. Die Kombination beider Stimmen erfüllt die Bedingungen des doppelten Kontrapunkts der Oktave: